# Naturbahnrodel-Weltmeisterschaft 2017
Die 21. FIL Naturbahnrodel-Weltmeisterschaft fand vom 2. bis 5. Februar 2017 im rumänischen Vatra Dornei in den Karpaten (Rumänien) statt. Alle vier Disziplinen wurden witterungsbedingt in nur einem Wertungslauf ausgetragen. Als Premiere und Überraschung stellte sich der 5. Platz von Jack Leslie aus Neuseeland heraus.

## Herren-Einsitzer
| Platz | Name                            | Zeit        |
| ----- | ------------------------------- | ----------- |
| 01    | Alex Gruber                     | 1:16,47 min |
| 02    | Juri Talych                     | + 0,74 s    |
| 03    | Thomas Kammerlander             | + 0,84 s    |
| 04    | Patrick Pigneter                | + 1,43 s    |
| 05    | Jack Leslie                     | + 1,51 s    |
| 06    | Florian Glatzl                  | + 1,51 s    |
| 07    | Stanislaw Kowschik              | + 1,77 s    |
| 08    | Alexander Sergejewitsch Jegorow | + 1,80 s    |
| 09    | Florian Breitenberger           | + 1,97 s    |
| 10    | Grigori Bukin                   | + 1,99 s    |

Datum: 5. Februar 1. und einziger Wertungslauf

## Damen-Einsitzer
| Platz | Name                | Zeit        |
| ----- | ------------------- | ----------- |
| 01    | Greta Pinggera      | 1:16,70 min |
| 02    | Evelin Lanthaler    | + 0,17 s    |
| 03    | Tina Unterberger    | + 1,23 s    |
| 04    | Sara Bachmann       | + 1,60 s    |
| 05    | Swetlana Scharawina | + 2,07 s    |
| 06    | Maria Auer          | + 3,13 s    |
| 07    | Michelle Diepold    | + 3,47 s    |
| 08    | Darja Malejewa      | + 3,58 s    |
| 09    | Michaela Niemetz    | + 3,79 s    |
| 10    | Petra Dragicevic    | + 4,48 s    |

Datum: 4. Februar 1. und einziger Wertungslauf

## Doppelsitzer
| Platz | Name                                        | Zeit        |
| ----- | ------------------------------------------- | ----------- |
| 01    | Rupert Brüggler – Tobias Angerer            | 1:21,16 min |
| 02    | Patrick Pigneter – Florian Clara            | + 00,78 s   |
| 03    | Alexei Martjanow – Iwan Rodin               | + 01,32 s   |
| 04    | Christian Schopf – Andreas Schopf           | + 01,48 s   |
| 05    | Christoph Regensburger – Dominik Holzknecht | + 01,79 s   |
| 06    | Pawel Porschnew – Iwan Lasarew              | + 02,17 s   |
| 07    | Alexander Jegorow – Pjotr Popow             | + 02,24 s   |
| 08    | Andriy Demchuk – Myroslav Lenko             | + 04,93 s   |
| 09    | Josef Limmer – Simon Dietz                  | + 5,95 s    |
| 10    | Tadej Dragičevič – Petra Dragičevič         | + 6,14 s    |
| 11    | Bogdan Moroșan – Ciprian Taslaoanu          | + 6,91 s    |
| 12    | Coscun Ercoscun – Muhammet Dellalbasi       | + 7,84 s    |

Datum: 4. Februar